# Grotta del Sorell
La grotta del Sorell o grotta G.E.A., si apre sul livello del mare, esattamente sotto il belvedere di capo Caccia, di fronte all'isola di Foradada, ad una ventina di chilometri da Alghero. 

## Descrizione
L'accesso alla grotta è possibile anche da terra, ma solo con mare calmo. L'ingresso da terra è consentito per mezzo di un pozzetto, quello da mare grazie ad un ampio cavernone. La sua morfologia è molto complessa e labirintica. Superato il pozzetto, si raggiunge un ramo invaso dall'acqua, ma percorribile, che conduce al cavernone. Da qui sarà poi possibile proseguire. 
La grotta risulta molto tecnica, in alcuni tratti è previsto l'uso di corde ed imbraghi, ma soprattutto è di facile smarrimento. L'andamento della grotta è piuttosto discendente, presenta concrezioni e stillicidio abbondante, quindi risulta piuttosto umida. Lo sviluppo si aggira intorno ai 500 m, mentre la lunghezza è di 150 m. La grotta termina in un laghetto di acqua dolce. La cavità è visitabile esclusivamente da personale attrezzato.